# Fortalesa de Xumen
La fortalesa de Xumen (búlgar: Шуменска крепост, Shumenska krepost) és un jaciment arqueològic amb vista a la ciutat de Xumen, al nord-est de Bulgària.
És una antiga fortalesa amb vincles històrics amb un poble des de l'edat del ferro; més tard, fou ocupada pels tracis al segle v aC. Després, del s. II al IV, fou controlada pels romans, que en construïren les torres i els murs; i els romans d'Orient la utilitzaren com a ciutat de guarnició. Xumen florí en l'edat mitjana com un important bastió de l'Imperi Búlgar. Al 1444 la fortalesa va ser destruïda pels otomans després de la seua victòria en la batalla de Varna sobre un exèrcit cristià que comandava Ladislau III de Polònia. La fortalesa ha romàs abandonada des de llavors.
El 2012 s'iniciaren treballs de restauració en la fortalesa en el projecte titulat «Bulgària comença ací», i se'n completà parcialment al 2015 amb l'ajut proporcionat per l'Espai Econòmic Europeu (EEE), subvencions de Noruega al municipi de Xumen i el Museu Regional d'Història de Xumen.

## Ubicació
La fortalesa està construïda sobre un pujol amb una vista imponent de la ciutat de Xumen. Es troba a una distància de 5,5 quilòmetres de la mesquita Tombul[1] de Xumen. És dins del parc natural de l'altiplà de Xumen. Des de l'entrada de la fortalesa, a uns 3 quilòmetres de distància, hi ha el monument "Creadors de l'estat búlgar", erigit el 1981 durant el règim comunista, i commemora el 1.300 aniversari de l'estat búlgar.

## Història
La fortalesa representa una part important de la història de Bulgària. Els búlgars antics, tribus guerreres seminòmades d'origen turc, van arribar al que ara és el nord-est de Bulgària, al sud del Danubi, a la fi del segle vii i hi van fundar el Primer Imperi Búlgar. La fortalesa va crear la ciutat de Xumen durant el Primer i Segon Imperi Búlgar.[4][5]
Durant les excavacions arqueològiques, dutes a terme des de 1957, s'hi va revelar un poble que data de l'edat del ferro (al voltant del segle iv aC) del primer imperi. Els tracis van governar el territori del V al II ae, a continuació els romans, que hi governaren a partir del s. I ae al III de, i finalment els romans d'Orient, dels segles iv al vi.
Durant el Primer Imperi Búlgar la fortalesa formà part d'un sistema de fortificacions que defensava Pliska i Preslav, capitals, i el centre religiós de Madara. Va funcionar com a fortalesa menor durant els segles x a xii, en comparació amb la prosperitat econòmica i el poder militar que va tenir durant els segles v i vi. Al segle xiii va prosperar de nou com una entitat política i econòmica del renascut Imperi Búlgar. Quan els romans d'Orient prengueren Preslav el 1278, durant l'aixecament d'Ivailo, Xumen també adquirí importància com a centre administratiu i militar. La fortalesa va seguir prosperant al segle xiv fins que els turcs otomans la conquistaren al 1388 durant una campanya del seu primer visir Çandarlı Alí Paixà.[5][6]
El 1444 el rei Ladislau III de Polònia (1440-1444), d'ascendència polonesohongaresa, intentà expulsar els otomans d'Europa al capdavant d'un exèrcit cristià, però fou derrotat i mort en la batalla de Varna.[7] Després, la fortalesa fou destruïda, i els governants otomans la van abandonar completament.[8]

## Descripció

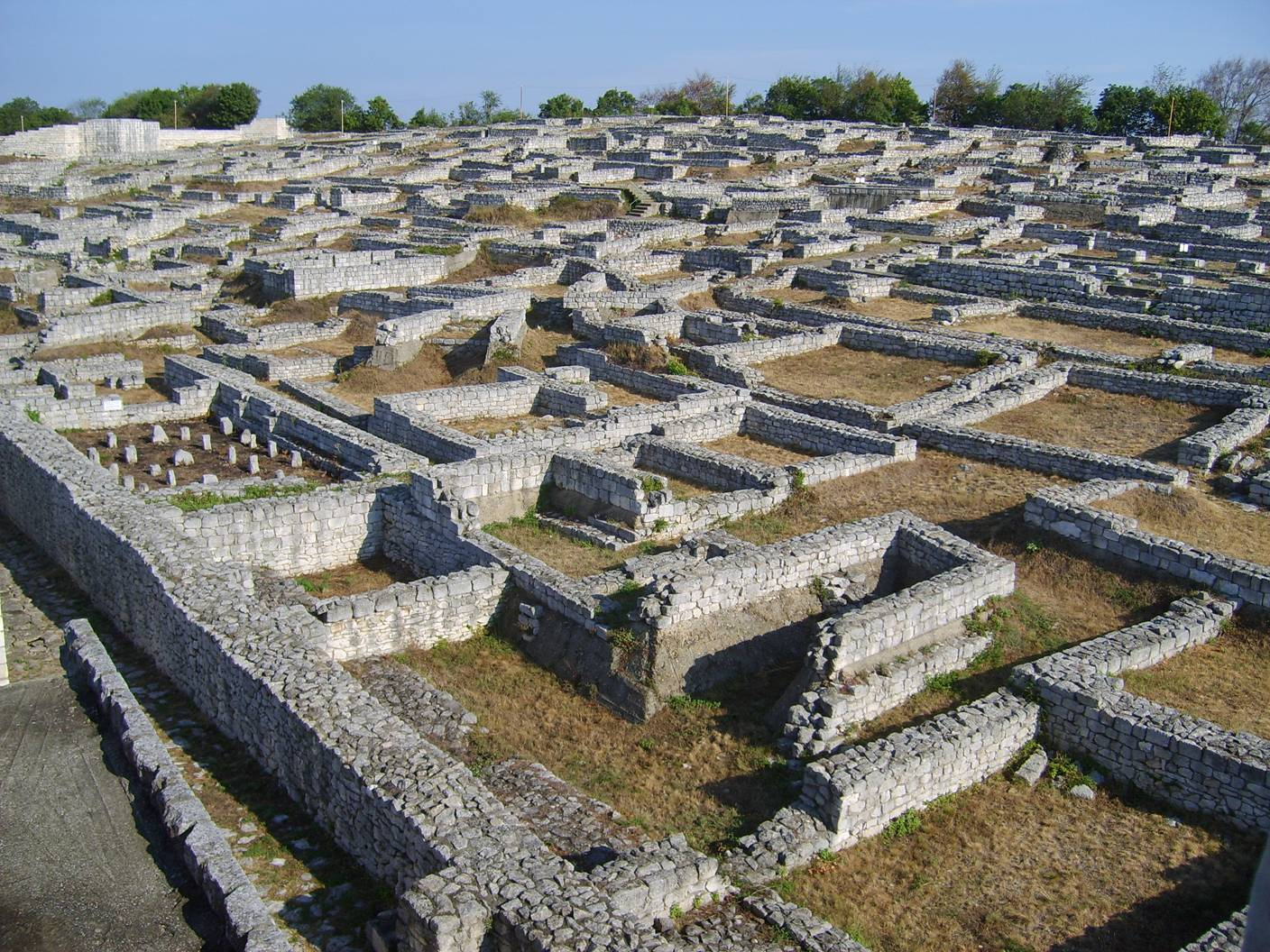
Restauració de la fortalesa

La fortalesa va ser la ciutadella més evolucionada del segle xiv. Les excavacions arqueològiques s'hi han dut a terme des de 1957. La fortalesa arruïnada va ser restaurada parcialment durant el període 2012-2015. Als seus peus es van trobar monestirs i esglésies; alguns dels quals van ser reconstruïts en els anys vuitanta. Les obres de restauració acabades el 2015 incloïen els murs de la fortalesa, pistes per caminar al seu voltant, i construcció torniquets d'accés.
S'han estudiat monedes i segells del lloc. Un segell circular particular fos en bronze s'ha identificat com a pertanyent al tsar Ivan Alexandre (r. 1331-1371). La imatge en el segell és una característica comuna dels segells del s. XIV, que també eren d'or i d'argent.[5]
Una altra característica destacada en la fortalesa és un sortint de pedra calcària tallada en un costat amb un "àguila bicèfala i una corona de tres puntes entre els caps dels ocells". Aquest escut es degué fer en ocasió de la visita del governant de Bulgària a la fortalesa o pot ser una representació del darrer emperador que hi governà des de Tàrnovo, Ivan Xixman (1371-1395). En les excavacions de 1970 al sud de la fortalesa de Xumen, l'arqueòleg Karel Škorpil va desenterrar les restes d'una església de 7,3 per 4,5 metres de grandària.[9] Una inscripció trobada a la muralla de la fortalesa, datada del segle xiii, es relaciona amb freqüents atacs dels mongols.[10]

## Restauració
La restauració de la fortalesa es va iniciar el 2012 sota el projecte titulat "Bulgària comença ací". Les obres es van completar parcialment el 2015 amb l'assistència financera proporcionada en el marc de l'Espai Econòmic Europeu (EEE), subvencions de Noruega a la Municipalitat de Xumen i el Museu Regional de Xumen d'Història.